# Aeroportul Huehuetenango
Aeroportul Huehuetenango (IATA: HUG, ICAO: MGHT) este un aeroport din Guatemala ce deservește zona Huehuetenango⁠(d). A fost numit după zona deservită.
Situat la o altitudine de 1.870 m, aeroportul dispune de o singură pistă.